# Astragalus drasianus
Astragalus drasianus es una especie de planta del género Astragalus, de la familia de las leguminosas, orden Fabales.

## Distribución
Astragalus drasianus se distribuye por Jammu y Cachemira.

## Taxonomía
Fue descrita científicamente por H. J. Chowdhery, B. P. Uniyal & B. Balodi. Fue publicado en Bulletin of the Botanical Survey of India 34(1-4): 209 (1997).